# Achtbaan

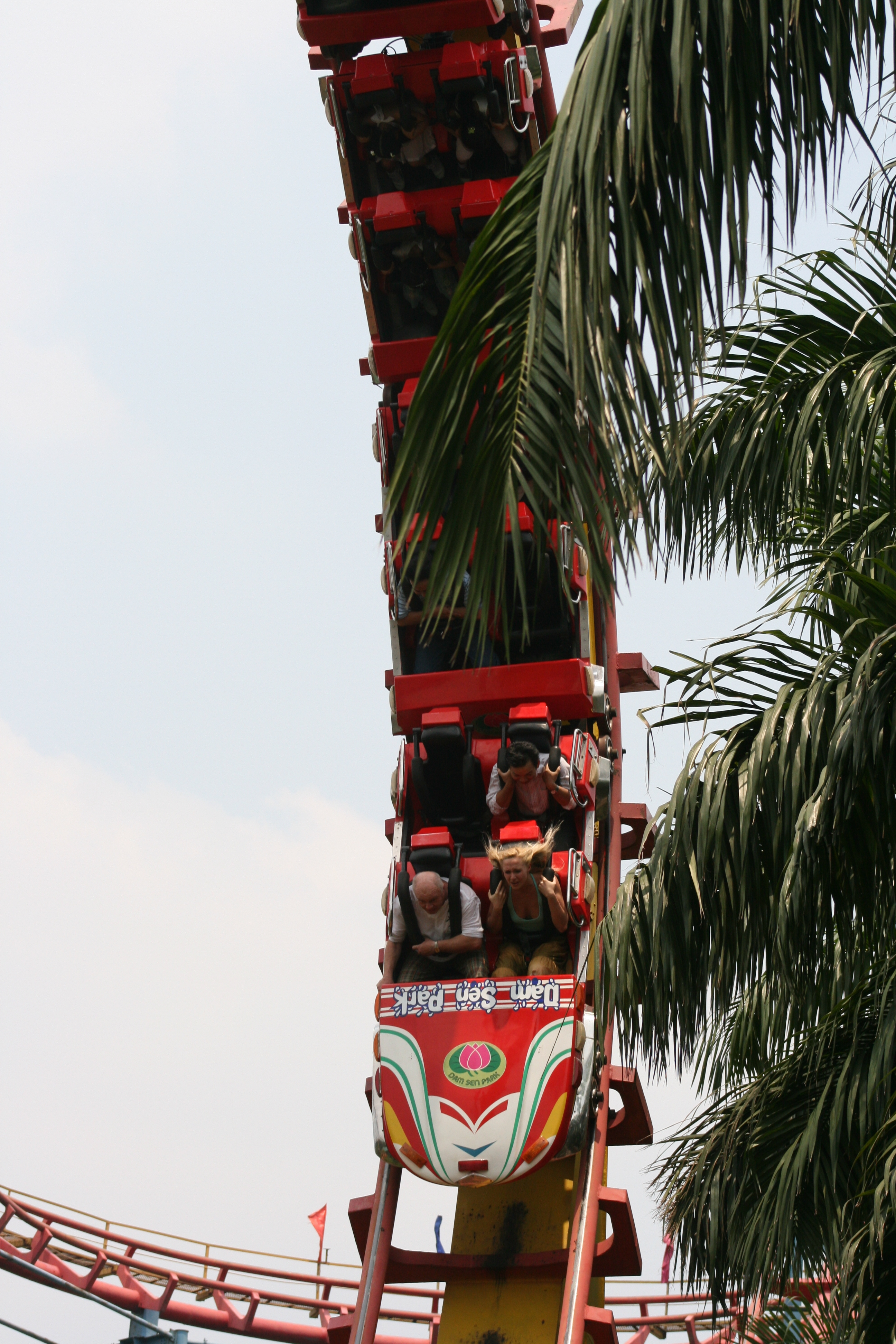
Een achtbaan in Attractiepark Đầm Sen

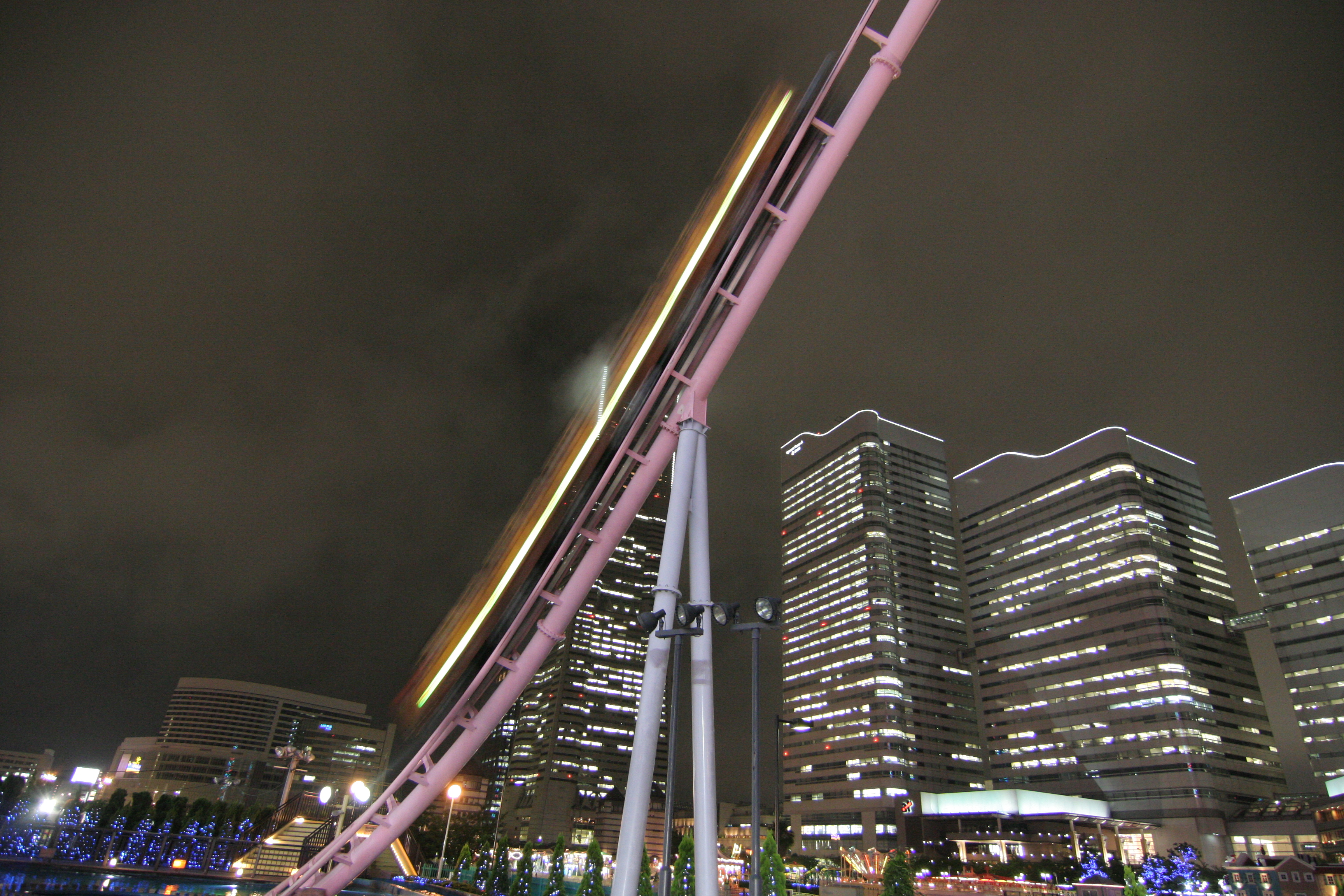
De Diving Coaster in Yokohama, Japan

Een achtbaan, ook roetsjbaan of rollercoaster genoemd, is een constructie uit hout of staal waarover karretjes op hoge snelheid een grillig parcours afleggen. De rit geeft een zogenaamde kick; de inzittenden maken tijdens de rit een grote hoeveelheid adrenaline aan. Belangrijk bij een goede achtbaan zijn de g-krachten en het ontwikkelen van airtime (zweeftijd).
Enkele van de eerste achtbanen, sinds 1887, waren in de vorm van het cijfer 8 - vandaar de naam. Een brug leidde de ene lus over de andere heen. Deze vorm van weg of parcours werd aanvankelijk gebruikt voor kermisattracties, waarbij wagentjes konden rondrijden zonder elkaar te hinderen. Ook indoorwedstrijden met motoren worden soms, omdat daar de ruimte beperkt is, op zo'n achtbaan gereden.
Het begrip is sterk uitgebreid en tegenwoordig staan de meeste achtbaanconstructies in attractieparken, waarbij de wagentjes ingewikkelde krullen volgen, al dan niet met kruisende lussen en inversies.

## Geschiedenis
In de 17e eeuw werden in Rusland met ijs bedekte houten constructies gebouwd, waarop men met een slede naar beneden gleed. Deze glijbanen waren erg populair en werden in steeds grotere en betere versies gebouwd, heuveltjes werden toegevoegd, enzovoort. Rond 1784 werden wieltjes aan de sledes bevestigd, waardoor de attracties heel het jaar door geopend konden blijven.
Na heel wat tijd begonnen de achtbanen steeds meer op die van nu te lijken. De moderne stalen achtbaan is vooral te danken aan Anton Schwarzkopf. Deze Duitse ontwerper begon midden jaren vijftig met de verfijning van de achtbaan. In 1976 opende de eerste achtbaan die veilig over de kop ging. Tot zijn overlijden in 2001 bleef Schwarzkopf zich wijden aan het verbeteren van achtbaansystemen.
Sinds de achtbanen veiliger en beter zijn dan ooit, bloeide de achtbaanindustrie op. Het aantal constructeurs van achtbanen nam een periode toe, maar anno 2024 komen er al zo'n twee decennia amper nog fabrikanten bij, volgens de Roller Coaster DataBase. Tussen de verschillende fabrikanten bestaat een grote concurrentie.

## Vaktaal

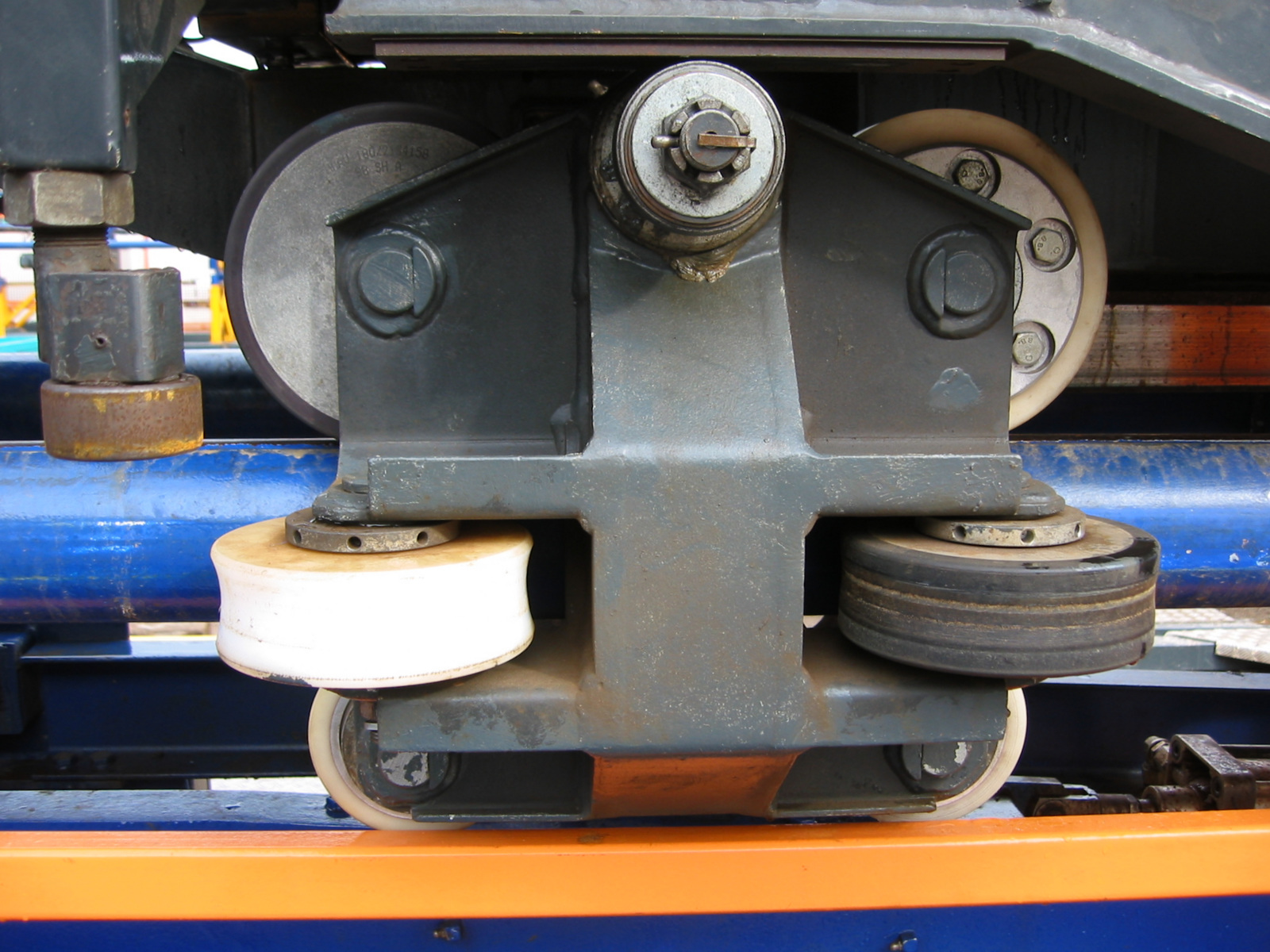
De wielen van de Spinning Racer, een Duitse kermisachtbaan

### Technieken
Enkele technieken die veel bij achtbanen voorkomen, worden hier uitgelicht.

#### Veiligheidsbeugels
Heupbeugels zijn T- of U-vormige veiligheidsbeugels om passagiers in hun voertuig te houden. Ze houden de passagier bij de heup vast. Deze beugel wordt vaak gebruikt voor achtbanen die niet over de kop gaan, of heel weinig G-krachten ervaren.
De schouderbeugels zijn U-vormig en bedoeld om passagiers in de karretjes/stoelen te houden. Een schouderbeugel geeft de passagier veel minder bewegingsvrijheid dan een heupbeugel, maar is beter geschikt voor achtbanen die veel G-krachten ervaren.
Clamshell-beugels komen alleen voor op achtbanen van Bolliger & Mabillard (B&M). De beugels hebben deze naam gekregen doordat ze op een schelp lijken. Doordat deze beugel niet over de schouders gaat, ervaart de passagier meer airtime en een open gevoel.
Een combinatie van heup- en schouderbeugels is ook mogelijk. Ook zijn combinaties met riemen mogelijk. Sommige achtbanen met heupbeugels hebben ook een extra heupriem. Bij achtbanen met schouderbeugels kan gebruik worden gemaakt van riemen tussen de zitting en de beugel die tussen de benen van de passagier zit. Deze vorm wordt meestal toegepast in achtbanen waarbij de benen van de passagiers vrijhangen.

#### Wielen
Een karretje dat op de achtbaanrails staat, omsluit met zijn wielen de rails volledig. Aan beide kanten staan de wielen op, onder en aan één zijde tegen de rails. Hierdoor valt het karretje zelfs niet van de rails als het ondersteboven tot stilstand komt. De wielen die hiervoor zorgen, worden onderfrictie-wielen of upstop-wielen genoemd. Heel oude achtbanen - die nog geen inversies maakten - hadden deze onderste set wielen niet en worden zijfrictieachtbanen genoemd.

#### De trein potentiële energie geven
De optakeling, ook wel liftheuvel genoemd, is vaak het eerste deel van een achtbaan na het station. Hierop wordt de trein met behulp van een ketting, kabel of banden omhoog getakeld naar wat meestal het hoogste punt is.
Aan de onderkant van de karretjes zit een haak die de ketting grijpt, of een plaat die tussen de banden wordt gedrukt. Er is tevens een terugrolbeveiliging op de takelhelling, ook wel anti rollback genoemd. Dit is meestal ook een haak die onder de karretjes zit en over een tandsysteem glijdt, dat op de helling is aangebracht. Als de ketting breekt, blijft het karretje hangen op de tanden. In de takelhelling bevindt zich tevens een sensor die registreert of de karretjes niet blijven hangen. Dit is belangrijke informatie voor de operator, aangezien het dan erg gevaarlijk zou zijn om een volgend treintje te laten vertrekken.
Daarnaast worden sommige achtbanen met een verticale lift omhooggebracht, of gelanceerd. Een lancering kan met verschillende technieken uitgevoerd worden, maar over het algemeen is een lancering in aankoop en gebruik duurder dan een liftheuvel.

#### Stoppen van de trein
De remmen van een achtbaan bestaan uit twee remblokken die op het spoor bevestigd zijn, en een remplaat in de vorm van een metalen vin die onder het karretje hangt. Wanneer de trein over de remmen rijdt, bewegen de twee remblokken naar elkaar toe, en klemmen de vin onderaan de trein als het ware vast. Door de wrijving vermindert de snelheid. Dit is vergelijkbaar met railremmen op een rangeerterrein die worden gebruikt tijdens heuvelen. De remmen werken vaak op luchtdruk via een drukvat, zodat bij stroomuitval nog voldoende lucht in het drukvat zit om de trein(en) die nog in de baan is/zijn af te remmen.
Naast dit mechanische systeem bestaat er ook een manier van afremmen met behulp van een magnetisch veld. Hierbij zijn de "remblokken" vervangen door speciale magneten waardoor de vin van de trein als het ware door het veld wordt tegengehouden en deze vertraagt zonder effectieve wrijving. Het voordeel hiervan is dat hierbij de onderdelen niet kunnen slijten. En een nadeel is dat er een alternatief remsysteem moet zijn om bij stroomuitval de trein af te remmen.

### G-krachten
De g-krachten op de passagiers en de karretjes zijn onder te verdelen in positieve, negatieve en zijwaartse g-krachten. Positieve g-krachten ervaart men als men in het treintje wordt gedrukt, negatieve g-krachten als het treintje bijvoorbeeld over een heuvel rijdt. Laterale g-krachten voelt men vaak in een bocht, de passagier wordt dan naar links of rechts geduwd. Als laatst zijn er nog horizontale g-krachten, die voelt men bij een onnatuurlijke versnelling. Enkele voorbeelden zijn als de passagier vooruit wordt gesleurd door de voorkant van de trein terwijl hij achteraan zit, een lancering, een onverwachte bocht in de baan, of als de achtbaantrein aan het einde van de rit wordt afgeremd door de remmen.

#### Voorbeelden van elementen die spelen met de g-krachten
- De eerste afdaling of first drop is de eerste grote val. Vaak recht en soms verticaal naar beneden. Soms is de eerste afdaling in een bocht of een spiraal (een helix), vooral bij achtbanen waarbij het treintje onder de baan hangt.
- De pre-drop is een kleine val die soms aanwezig is vóór de First Drop, bijvoorbeeld als de baan eerst nog een bocht maakt bovenaan de optakeling. Een voorbeeld van een achtbaan met een pre-drop is de Python in de Efteling.
- Een helix, soms ook wel Bayern Kurve genoemd, is een gebankte bocht die naar beneden of boven loopt.
- De camelback ("kamelenrug") of bunny hop is een grote hobbel die vaak volgt op de First Drop.

### Inversies

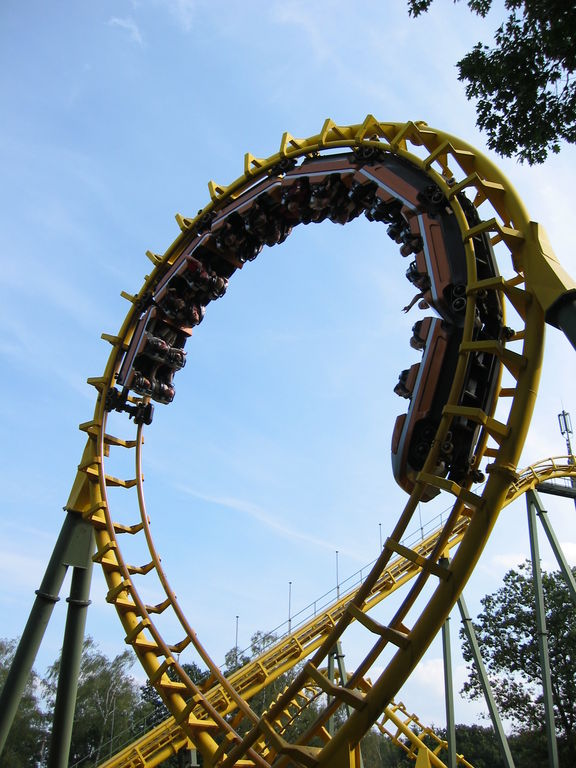
De Tornado van het Avonturenpark Hellendoorn. Bij een looping hangt men even ondersteboven in het karretje.

Sinds 1976 bevatten veel achtbanen één of meerdere inversies; een element waarbij de trein korte tijd ondersteboven hangt.

#### Basis-inversies
De twee basis-inversies zijn de vertical loop of looping, waarbij de baan een verticale lus maakt en de trein dus even ondersteboven komt te hangen, en de corkscrew of kurkentrekker, waarbij de trein ondersteboven gaat door een zijwaartse bocht. De laatste dankt haar naam aan het gelijknamige gereedschap waar de vorm veel van weg heeft. Een kurkentrekker is met andere woorden een soort uitgerekte looping.

#### Variaties op de basis-inversies
Er bestaan zeer veel inversies die variaties zijn van deze basis-inversies, of die combinaties van deze twee elementen zijn, of combinaties van de helft ervan (halve loopings met halve kurkentrekkers). Het bekendste element hiervan is de cobra roll; een van de weinige elementen waaruit de veel verkochte Boomerang van Vekoma is opgebouwd.

#### Bijzondere gevallen die eigenlijk geen inversies zijn
- Een banked turn is een schuine bocht van maximaal 90 graden.
- Een overbanked turn helt meer dan 90 graden.
- Een diving loop (duiklooping) is een halve camelback/in-line-twist gevolgd door een halve looping.
- Een raven turn is een looping die ondersteboven blijft (achterwaartse bocht).
- Een inclined loop (overhellende looping) is een looping die schuin ligt onder een hoek van 45 graden.
- Een horizontal loop is een looping die bijna horizontaal is. Dit achtbaanelement gaat echter niet over de kop en is dus eigenlijk geen inversie, maar eerder een helix.
- Een stengel dive is een duik waarbij je voordat het treintje naar beneden gaat 121 graden draait, met de bedoeling dat het voelt alsof je uit het karretje wordt geschud. Een voorbeeld hiervan is de Goliath in Walibi Holland.

## Constructeurs
De meeste constructeurs van stalen achtbanen komen oorspronkelijk uit Europa, terwijl fabrikanten van houten achtbanen vaak uit de Verenigde Staten komen. Daarnaast zijn Chinese merken in opkomst, die vooral de ontwerpen van westerse fabrikanten namaken.

### Fabrikanten van de grootste achtbanen
- Bolliger & Mabillard (B&M), een Zwitsers bedrijf gevestigd in Monthey. B&M verschilt van andere fabrikanten doordat het uitsluitend achtbanen bouwt en geen andere attracties. Ook zijn er enkele zaken die B&M-achtbanen typeren zoals de grote omvang van de installaties, de hogere kostprijs, de soepelheid waarmee het traject wordt afgelegd, en in de treintjes zit men zo goed als altijd met minstens vier personen naast elkaar. Het bedrijf heeft de omgekeerde achtbaan uitgevonden. Andere achtbanen zijn onder meer Silver Star in Europa-Park, Galactica in Alton Towers, Behemoth in Canada's Wonderland, Kraken in SeaWorld Orlando, Baron 1898 in De Efteling en Fēnix in Toverland.
- Vekoma, een Nederlands bedrijf, en ontwerper van de populaire Boomerang-achtbaan zoals Cobra in Walibi Belgium. Ook mijntreinachtbanen zoals Big Thunder Mountain in Disneyland Paris worden vaak door hen gebouwd.
- S&S Arrow, in 2002 overgenomen door Sansei Technologies en sinds 2018 een zusterbedrijf van Vekoma is vooral bekend van de vierdimensionale achtbanen en achtbanen met een pneumatische lancering.
- Intamin AG, een Zwitsers bedrijf dat vooral bekend is als bouwer van grotere achtbanen zoals Kingda Ka (die sinds 2024 niet meer in gebruik is) in Six Flags Great Adventure , Expedition GeForce in Holiday Park en Intimidator 305 in Kings Dominion.
- Maurer Söhne, een Duits bedrijf gevestigd in München. Een populaire achtbaan uit hun gamma is de Xtended SC, een achtbaan waarbij de wagentjes ronddraaien zoals Winja's Fear & Winja's Force in Phantasialand of Crush's Coaster in Disneyland Paris.
- Mack Rides, een Duits bedrijf dat een breed gamma aan achtbanen bouwt. Vaak achtbanen met haarspeldbochten zoals Speedy Bob in Bobbejaanland (wildemuisachtbaan) maar ook grotere achtbanen zoals Voltron Nevera in Europa Park en The Ride to Happiness in Plopsaland De Panne.
- Gerstlauer, een Duitse fabrikant gevestigd in Munsterhausen. Een populaire achtbaan uit hun gamma is de zogenaamde 'Euro-Fighter', een achtbaan waarbij de treintjes verticaal omhoog gaan en een first drop van meer dan 90° maken zoals Huracan in Belantis, Falcon in Duinrell of Typhoon in Bobbejaanland.
- Premier Rides, een Amerikaans bedrijf van vooral lanceerachtbanen, zoals Mr. Freeze (Six Flags Over Texas), Sky Scream in Holiday Park en Revenge of the Mummy.
- Rocky Mountain Construction, een Amerikaanse fabrikant die vooral hybride achtbanen maakt, zoals Zadra in Energylandia en Untamed (Walibi Holland).

### Fabrikanten van kleinere achtbanen
- Zierer, een Duits bedrijf dat vooral bekend is om achtbanen als de Keverbaan in Bellewaerde maar dat ook iets grotere achtbanen bouwt zoals Wicked in Lagoon.
- Zamperla, een Italiaans bedrijf gevestigd in Vicenza. Een bekende achtbaan uit het gamma is hun versie van een vliegende achtbaan die ze 'Volare' noemen, bijvoorbeeld de Volare in Prater.
- Pinfari, een Italiaanse bedrijf dat vooral achtbanen bouwt die sterk op kleine kinderen gericht zijn zoals de bekende 'Big Apple' waarbij het treintje een grote rups is, bijvoorbeeld 'Big Apple' in Pleasure Beach Blackpool.
- SBF Visa, een Italiaanse fabrikant die verschillende modellen van simpele draaiende achtbanen, zoals Havana Spinning Adventure in Mondo Verde en ander achtbaantjes aanbiedt, ook voor kermisexploitanten.

### Algemeen
Veel constructeurs bieden prototypes van achtbanen aan. Hierdoor kan het zijn dat dezelfde achtbaanlayout in verschillende parken terug te vinden is zoals de 'Boomerang' achtbaan of de 'Suspended Looping Coaster (689m Standard)' van Vekoma. Wel is een verschillende aankleding mogelijk. Er zijn verschillende redenen waarom een park voor een prototype of standaard model kiest. Vaak speelt de kostprijs een belangrijke rol. Een eigen ontwerp is duurder doordat er beroep moet worden gedaan op verschillende personen, zoals een ingenieur en designer voor de lay-out. Een bekende achtbaandesigner en ingenieur is de Duitser Werner Stengel. Een 'custom made' ontwerp heeft het voordeel dat de baan nergens anders terug te vinden is, waardoor het park een 'unieke' achtbaan bezit.

## Records
Hoogte

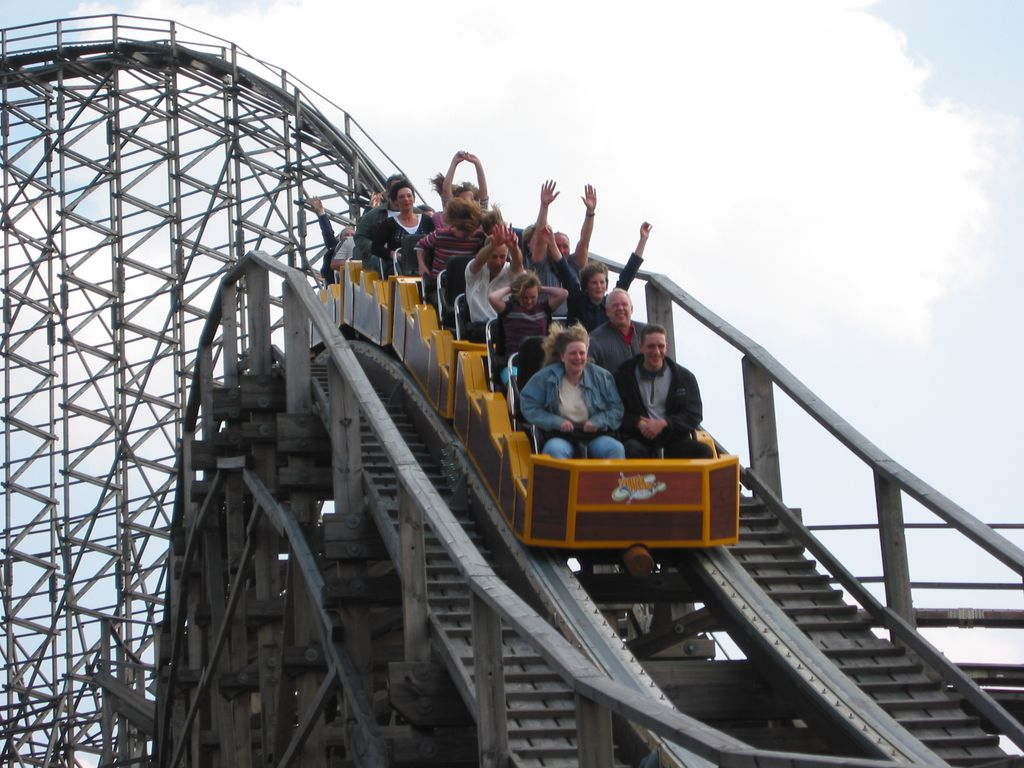
Colossos van Heide-Park in Duitsland is de hoogste Europese houten achtbaan

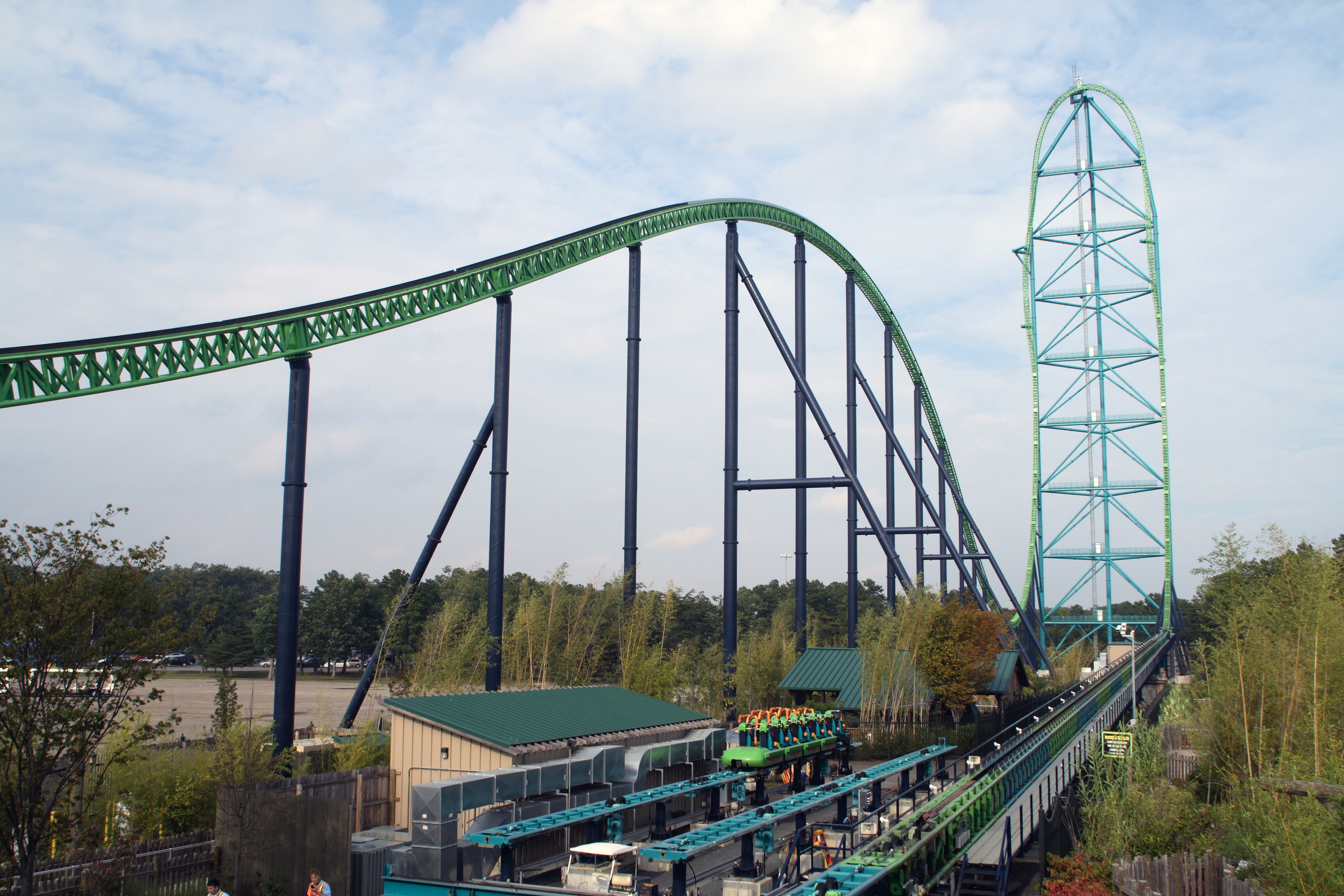
In de Verenigde Staten vindt men de hoogste achtbaan ter wereld: Kingda Ka in Six Flags Great Adventure

- Hoogste stalen achtbaan ter wereld: Kingda Ka (Six Flags Great Adventure), met 139 meter. (Hoogste in werking: Superman: Escape from Krypton (Six Flags Magic Mountain, met 126 meter)
- Hoogste houten achtbaan ter wereld: Son of Beast (Kings Island), met 66,4 meter. (Hoogste in werking: Colossos (Heide Park), met 60 meter)
- Hoogste stalen achtbaan in Europa: Red Force (Ferrari Land), met 112 meter.
- Hoogste houten achtbaan in Europa: Colossos (Heide-Park), met 60 meter.
- Hoogste stalen achtbaan in de Benelux: Kondaa (Walibi Belgium) met 50 meter.
- Hoogste houten achtbaan in de Benelux: Troy (Attractiepark Toverland), met 35 meter.

Snelheid
- Snelste stalen achtbaan ter wereld: Formula Rossa (Ferrari World Abu Dhabi), met 240 km/u.[2] (Snelste in werking Red Force (Ferrari Land) met 180 km/u)
- Snelste houten achtbaan ter wereld: Son of Beast (Kings Island), met 126,2 km/u. (Snelste in werking: Goliath (Six Flags Great America), met 115,9 km/u)
- Snelste stalen achtbaan in Europa: Red Force (Ferrari Land), met 180 km/u.
- Snelste houten achtbaan in Europa: Wildfire (Dierentuin Kolmården), met 123 km/u.
- Snelste stalen achtbaan in de Benelux: Kondaa (Walibi Belgium) met 113 km/u
- Snelste houten achtbaan in de Benelux: Troy (Attractiepark Toverland), met 90 km/u.

Lengte
- Langste stalen achtbaan ter wereld: Steel Dragon 2000 (Nagashima Spa Land), met 2479 meter.
- Langste houten achtbaan ter wereld: The Beast (Kings Island), met 2243 meter.
- Langste stalen achtbaan in Europa: Ultimate (Lightwater Valley), met 2268,3 meter.
- Langste houten achtbaan in Europa: Coaster Express (Parque Warner Madrid), met 1394,2 meter.
- Langste stalen achtbaan in de Benelux: Goliath (Walibi Holland), met 1214 meter.
- Langste houten achtbaan in de Benelux: Troy (Attractiepark Toverland), met 1040 meter.

Inversies
- Achtbaan met de meeste inversies: The Smiler (Alton Towers), met 14 inversies.

Ouderdom
- Oudste nog in bedrijf zijnde achtbaan: Leap-The-Dips (Lakemont Park), gebouwd in 1902.
- Oudste nog werkende stalen achtbaan van de Benelux: Rodelbaan (De Waarbeek), gebouwd in 1930.
- Oudste nog werkende stalen achtbaan ter wereld: Montaña Suiza (Monte Igueldo), gebouwd in 1928

Lengte van de trein
- Achtbaan met de langste trein ter wereld: Chaos (Opryland), met 40 wagens voor 2 personen achter elkaar
- Nog in bedrijf zijnde achtbaan met de langste trein ter wereld: Revolution (Bobbejaanland), met 30 wagens voor twee personen achter elkaar.

## Video's
Achtbanen in Six Flags Magic Mountain in het district Valencia, nabij Santa Clarita ten noorden van Los Angeles.
- Goliath
- Scream!
- Scream!
- Tatsu
- Tatsu